# 多喜
多喜（日语：タキ）是一名登場於由南夢宮旗下的格鬥遊戲《魂之系列》中的虛構人物。多喜是名出身自日本、擅長狩獵妖魔的女忍者及忍者氏族「封魔眾」中的強者，她在世界四處旅行，目的是想將邪劍「刀魂（Soul Edge）」摧毀。多喜在1995年的街機版《刀魂》中首次登場，後來也成為了該系列遊戲常駐的玩家角色。在遊戲中，多喜擅長近距離戰鬥，並還具備敏捷的速度和強力的踢技。
多喜作為該系列的角色已獲得了廣大的知名度和粉絲，尤其在西方國家。她也受到了許多遊戲媒體的正面反響，並常被視為電子遊戲中最好的女性忍者角色之一，以及遊戲中的性感象徵；有時候多喜會被拿來與不知火舞和《真人快打系列》的女忍者進行比較。許多出版物還注意到她在《魂之系列》中的標誌性地位，並為她在《劍魂V》中缺席而感到可惜。

## 外部連結
- 劍魂檔案——角色介绍：多喜（页面存档备份，存于）（日語）